# Şeyhgüven, Çarşamba
Şeyhgüven là một xã thuộc huyện Çarşamba, tỉnh Samsun, Thổ Nhĩ Kỳ. Dân số thời điểm năm 2010 là 581 người.